# Mario Prosperi
Mario Prosperi (Melide, 4 de agosto de 1945) é um ex-futebolista suíço que atuava como goleiro.

## Carreira
Mario Prosperi fez parte do elenco da Seleção Suíça de Futebol, na Copa do Mundo de 1966.